# Okřínek
Okřínek település Csehországban, a Nymburki járásban. Okřínek Kouty, Vrbice, Pátek, Vlkov pod Oškobrhem, Úmyslovice, Senice és Odřepsy településekkel határos. Lakosainak száma 206 fő (2024. január 1.).

## Népesség
A település lakosságának változását az alábbi diagram mutatja:
| Lakosok száma | 394  | 512  | 468  | 340  | 238  | 146  | 179  | 190  | 201  | 206  |
|               | 1869 | 1890 | 1921 | 1950 | 1980 | 2001 | 2017 | 2019 | 2022 | 2024 |